# Marginal 4: Kiss Kara Tsukuru Big Bang
Marginal#4: Kiss Kara Tsukuru Big Bang (MARGINAL#4 KISSから創造るBig Bang lit. Marginal#4: Un beso hasta los confines de la galaxia?) es una serie de anime de comedia musical dirigida por Kentarō Suzuki y producida por el estudio de animación J.C.Staff. Se basa en el CD drama y novela visual homónimos lanzados en 2013 y 2014, respectivamente. Tanto el CD drama como la novela visual fueron desarrollados por la compañía japonesa Rejet; con la novela siendo lanzada para formato PlayStation Vita.

## Argumento
Atom Kirihara, Rui Aiba, y los gemelos L. y R. Nomura son cuatro energéticos idols que juntos componen la banda Marginal#4, bajo la marca ficticia de Phythagoras Production. Los muchachos dedican todo su esfuerzo en su carrera como idols, a la par que deben lidiar con sus caóticas vidas estudiantiles una vez que bajan del escenario. La historia sigue a Marginal#4 a medida que sus miembros maduran como idols y personas, junto con la popular banda Lagrange Point y otra que se prepara para hacer su debut, Unicorn Jr.

## Personajes

### Marginal#4
Atom Kirihara (桐原 アトム Kirihara Atom?)
Voz por: Toshiki Masuda
Atom es uno de los miembros de Marginal#4. Es un joven de diecisiete años de edad cuyo hobby es la página social Twitter y comer carne asada. Apasionado y con mucho espíritu, es dueño de una personalidad ore-sama, es decir, alguien que tiende a actuar con narcisismo. Originalmente solía ser alguien egoísta y egocéntrico, además de jactarse del hecho de no necesitar formar parte de una banda para alcanzar el estrellato. Su personalidad cambia enormemente al ser colocado en Marginal#4, aprendiendo el significado de valores como la amistad y el trabajo en equipo.
Rui Aiba (藍羽 ルイ Aiba Rui?)
Voz por: Naozumi Takahashi
Rui es otro de los miembros de Marginal#4. El más reservado del grupo, se sabe que solía pertenecer a otra banda antes de unirse a Marginal, pero no habla mucho al respecto. Su comida favorita es el tofu y al igual que los demás, tiene diecisiete años. Más adelante, se revela que formaba parte de un trío musical, en el cual solía ser repudiado por sus compañeros debido a que inconscientemente llamaba demasiado la atención y acaparaba toda la fama. Posteriormente el grupo se disolvió y Rui se mostró reticente a volver a formar parte de una banda, hasta que su mánager le colocó en Marginal#4.
R. Nomura (野村 アール Nomura Aru?)
Voz por: Yūto Suzuki
Es el líder de Marginal#4 y hermano gemelo de L. Es una persona muy dulce y carismática, aunque también puede llegar a ser bastante inocente e incrédulo. Ama dibujar y jugar videojuegos. Lo único que lo diferencia de su hermano es su cabello anaranjado. R. fue el responsable de unir a la banda y hacer que todos se llevarán bien en los comienzos del grupo, lo que también contribuyó a que fuera escogido como el líder por los demás.
L. Nomura (野村 エル Nomura Eru?)
Voz por: Kenn
Es un miembro de Marginal#4 y hermano gemelo de R. Nació después de R., y a diferencia de este, su personalidad es astuta e ingeniosa. Ama ir de compras y comer salchichas. Lo único que lo diferencia de su hermano es su cabello verde.

### Lagrange Point
Shy Makishima (牧島 シャイ Makishima Shai?)
Voz por: Toshiyuki Toyonaga
Es uno de los miembros del dúo musical, Lagrange Point. Al igual que Kira, tiene diecinueve años y una distintiva mecha de cabello violeta en el lado izquierdo de su cabeza, mientras que Kira en el derecho. Su comida favorita son los rollos de canela y disfruta jugar lacrosse.
Kira Himuro (緋室 キラ Himuro Kira?)
Voz por: Genki Ōkawa
Es el segundo miembro del dúo musical, Lagrange Point. Al igual que Shy, tiene diecinueve años y una distintiva mecha de cabello violeta en el lado derecha de su cabeza, mientras que Shy en el izquierdo. Su comida favorita es el pollo al curry y su hobby son los deportes.

### Unicorn Jr.
Tsubasa Shindō (新堂 ツバサ Shindō Tsubasa?)
Voz por: Shōta Aoi
Es el líder de Unicorn Jr., la banda kōhai de Marginal#4. Tiene dieciséis años y muestra cierta rivalidad con Atom. Siempre esta dispuesto a aceptar cualquier desafío impuesto por Atom, a pesar de que luego da marcha atrás. Su comida favorita es el chocolate.
Teruma Nakama (仲真 テルマ Nakama Teruma?)
Voz por: Toshiyuki Someya
Es uno de los miembros de Unicorn Jr., la banda kōhai de Marginal#4. De apariencia andrógina, es fácilmente confundido con una chica. Al igual que el resto de sus compañeros de banda, tiene dieciséis años y su comida favorita son los daifuku de frutilla.
Alto Takimaru (滝丸 アルト Takimaru Aruto?)
Voz por: Chiharu Sawashiro
Es otro de los miembros de Unicorn Jr. Tiene dieciséis años y su comida favorita son los onigiri de salmón.

## Media

### Anime
La serie de anime, dirigida por Kentarō Suzuki y producida por J.C.Staff, comenzó su transmisión en Japón el 12 de enero de 2017 por la televisiva TOKYO MX y finalizó el 30 de marzo de ese mismo año. Cuenta con doce episodios y fue transmitida de forma simultánea por Crunchyroll. El tema de apertura es "WeMe!!!!" por Marginal#4, mientras que cuenta numerosos temas de cierre interpretados por el elenco.